# Цой Сергій Геннадійович
Сергі́й Генна́дійович Цой (15 лютого 1984, Фрунзе, СРСР) — український футболіст, півзахисник. У 2015 році отримав нагороду за найкрасивіший гол Другої ліги України.

## Клубна кар'єра
Народився у Середній Азії в місті Фрунзе (нині — Бішкек, Киргизстан). У середині 1990-х родина переїхала до України, де Сергій пішов на заняття секції футболу.  Вихованець ДЮСШ міста Каховка, перший тренер — Василь Лаврентійович Росошик, а потім займався у Сергія Володимировича Корольського. Перші кроки у футболі зробив у місцевій «Юності». 
2004 року я потрапив до клубу «Гірник-спорт» з Комсомольська. Тренер Юрій Чумак, який туди запрошував молодого гравця, довіряв. Під кінець першого сезону він забив дебютний гол у Херсоні у ворота «Кристала». 2006 перейшов до «Ниви» (Тернопіль), але провів там лише півроку і майже не грав.
Надалі грав за аматорські команди «Каховка» та «Мир» (Горностаївка), а 2010 року повернувся на професіональний рівень і став гравцем «Енергії» (Нова Каховка). 2012 року разом з тренером Сергієм Шевцовим  і рядом гравців перейшов у «Кримтеплицю», а згодом з цим же тренером став співпрацювати і у «Кристалі». Тривалий час був капітаном херсонського клубу.
Завершував професіональну кар'єру у «Енергії», де грав до 2022 року, поки через російське повномасштабне вторгнення клуб не припинив існування.

## Статистика

### Професіональна
Матчі вказані як у чемпіонаті так і в кубку
| Сезон   | Клуб                        | Матчі | Голи |
| ------- | --------------------------- | ----- | ---- |
| 2003/04 | Гірник-спорт (Комсомольськ) | 4     | 1    |
| 2004/05 | Гірник-спорт (Комсомольськ) | 12    | 0    |
| 2005/06 | Гірник-спорт (Комсомольськ) | 9     | 0    |
| 2010/11 | Енергія (Нова Каховка)      | 19    | 3    |
| 2011/12 | Енергія (Нова Каховка)      | 20    | 3    |
| 2012/13 | Кримтеплиця (Молодіжне)     | 26    | 0    |
| 2013/14 | Кристал (Херсон)            | 28    | 5    |
| 2014/15 | Кристал (Херсон)            | 27    | 6    |
| 2015/16 | Кристал (Херсон)            | 28    | 7    |
| 2016/17 | Кристал (Херсон)            | 20    | 4    |
| 2018/19 | Кристал (Херсон)            | 19    | 1    |
| 2003—   | Всього за кар'єру           | 212   | 30   |